# Augusto Batalla
Augusto Martín Batalla Barga (Hurlingham, 30 aprile 1996) è un calciatore argentino, portiere del Rayo Vallecano in prestito dal River Plate.

## Caratteristiche tecniche
Portiere molto abile con i piedi. Spesso si disimpegna giocando palla a terra, mentre nelle uscite tradizionali la sua reattività è decisamente ottima. Il portiere argentino non si risparmia nelle uscite alte ma anche sui tiri raso terra.

## Carriera

### Club

#### River Plate e i vari prestiti
L'11 dicembre 2014, pur non avendo mai esordito con la maglia della prima squadra del River Plate, vince la Coppa Sudamericana ai danni dei colombiani dell'Atlético Nacional. L'11 febbraio 2015 vince la Recopa Sudamericana grazie alla vittoria della sua squadra, per 1-0 sia all'andata che al ritorno, sui rivali del San Lorenzo.
Il 26 aprile 2015 perde la Supercopa Argentina, per 0-1, contro l'Huracán. Il 6 agosto successivo vince la sua prima Coppa Libertadores poiché la sua squadra si impone, per 3-0, sui messicani del Tigres UANL. Cinque giorni più tardi, seppur non essendo convocato, vince la Coppa Suruga Bank poiché la sua squadra si impone, per 3-0, sui giapponesi del Gamba Osaka.
Dopo tanta panchina, il 3 aprile 2016 arriva il tanto atteso esordio tra i professionisti, in occasione della trasferta persa, per 2-1, contro il Patronato. Il 16 dicembre successivo vince il suo primo titolo nazionale poiché lui e la sua squadra superano in finale, per 4-3, di Copa Argentina il Rosario Central. Il 16 marzo 2017 disputa la sua prima partita di Coppa Libertadores in occasione della trasferta vinta, per 1-3, contro i colombiani del Independiente Medellín.
Il 5 gennaio 2018 passa, a titolo temporaneo, all'Atl. Tucumán. L'esordio arriva il 29 gennaio successivo in occasione della vittoria interna, per 3-0, contro il Temperley. Conclude la stagione con un bottino di 18 presenze subendo 19 reti. L'8 agosto 2018 viene ceduto, sempre a titolo temporaneo, al Tigre. L'esordio arriva il 25 agosto successivo in occasione del pareggio interno, per 2-2, contro il San Martín (SJ). La stagione viene chiusa con 10 presenze nelle quali subisce 15 reti.
Il 14 gennaio 2019 si trasferisce in Cile poiché viene ceduto, sempre a titolo temporaneo, all'Unión La Calera. L'esordio arriva il 6 febbraio nel pareggio interno, per 0-0, contro i brasiliani della Chapecoense in Coppa Sudamericana. Il 15 febbraio successivo arriva anche l'esordio in campionato nella vittoria interna per 2-0 contro il Palestino. Conclude il prestito con un bottino di 31 presenze e 30 reti subite. Per le due stagioni successive gioca, sempre in prestito, per i cileni dell'O'Higgins con il quale esordisce il 21 gennaio 2020 nella sconfitta interna, per 2-1, contro la sua ex squadra dell'Union Calera.
Nel luglio del 2021, dopo quasi tre anni passati in Cile, rientra in Argentina per vestire la maglia del San Lorenzo dove in tre stagioni accumulerà 70 presenze nelle quali subirà 42 reti. Le buone prestazioni nel San Lorenzo gli permettono di essere ingaggiato, sempre in prestito, dal club spagnolo del Granada. L'esordio con la maglia dei Nasridi arriva il 3 gennaio 2024, nella vittoria casalinga, per 2-0, contro il Cadice.

### Nazionale

#### Giovanile
Nel 2011, insieme alla Nazionale argentina Under-15, partecipa al Campionato sudamericano di calcio Under-15 disputatosi in Uruguay dove arriva al terzo posto.
Nel 2013, insieme alla Nazionale argentina Under-17, vince il Campionato sudamericano di calcio Under-17 disputatosi in Argentina. Nello stesso anno partecipa e arriva al quarto posto al Campionato mondiale di calcio Under-17 disputatosi negli Emirati Arabi Uniti.
Nel 2015, insieme alla Nazionale argentina Under-20, vince il Campionato sudamericano di calcio Under-20 disputatosi in Uruguay. Nello stesso anno viene selezionato per partecipare al Campionato mondiale di calcio Under-20 2015 che si disputerà in Nuova Zelanda. Disputa la sua prima partita del mondiale U-20 il 30 maggio 2015, in occasione dell'apertura del torneo nella partita pareggiata, per 2-2, contro la Nazionale panamense Under-20. L'avventura nel mondiale si conclude anzitempo poiché la sua Nazionale si ferma alla fase a gironi piazzandosi solo al terzo posto.

## Statistiche

### Presenze e reti nei club
Statistiche aggiornate al 24 maggio 2025.
| Stagione           | Squadra            | Campionato         | Campionato | Campionato | Coppe nazionali | Coppe nazionali | Coppe nazionali | Coppe continentali | Coppe continentali | Coppe continentali | Altre coppe | Altre coppe | Altre coppe | Totale | Totale |
| Stagione           | Squadra            | Comp               | Pres       | Reti       | Comp            | Pres            | Reti            | Comp               | Pres               | Reti               | Comp        | Pres        | Reti        | Pres   | Reti   |
| ------------------ | ------------------ | ------------------ | ---------- | ---------- | --------------- | --------------- | --------------- | ------------------ | ------------------ | ------------------ | ----------- | ----------- | ----------- | ------ | ------ |
| 2014               | River Plate        | PD                 | 0          | 0          | CA              | 0               | 0               | CS                 | 0                  | 0                  | SA          | 0           | 0           | 0      | 0      |
| 2015               | River Plate        | PD                 | 0          | 0          | CA              | 0               | 0               | CL+CS              | 0                  | 0                  | RSA+SBC+Cmc | 0           | 0           | 0      | 0      |
| 2016               | River Plate        | PD                 | 4          | -4         | CA              | 6               | -4              | CL                 | 0                  | 0                  | RSA         | 2           | -1          | 12     | -9     |
| 2016-2017          | River Plate        | PD                 | 29         | -27        | CA              | 0               | 0               | CL                 | 6                  | -7                 | SA          | 1           | -3          | 36     | -37    |
| 2017-gen. 2018     | River Plate        | PD                 | 3          | -7         | CA              | 0               | 0               | CL                 | 0                  | 0                  | -           | -           | -           | 3      | -7     |
| Totale River Plate | Totale River Plate | Totale River Plate | 36         | -38        |                 | 6               | -4              |                    | 6                  | -7                 |             | 3           | -4          | 51     | -53    |
| gen.-giu. 2018     | Atl. Tucumán       | PD                 | 13         | -13        | CA              | 0               | 0               | CL                 | 5                  | -6                 | -           | -           | -           | 18     | -19    |
| 2018-2019          | Tigre              | PD                 | 10         | -15        | CA              | 0               | 0               | -                  | -                  | -                  | -           | -           | -           | 10     | -15    |
| 2019               | Unión La Calera    | PD                 | 22         | -21        | CC              | 5               | -7              | CS                 | 4                  | -2                 | -           | -           | -           | 31     | -30    |
| 2020               | O'Higgins          | PD                 | 33         | -37        | CC              | 0               | 0               | -                  | -                  | -                  | -           | -           | -           | 33     | -37    |
| gen.-lug. 2021     | O'Higgins          | PD                 | 9          | -9         | CC              | 4               | -5              | -                  | -                  | -                  | -           | -           | -           | 13     | -14    |
| Totale O'Higgins   | Totale O'Higgins   | Totale O'Higgins   | 42         | -46        |                 | 4               | -5              |                    | -                  | -                  |             | -           | -           | 46     | -51    |
| lug.-dic. 2021     | San Lorenzo        | PD                 | 0          | 0          | CdL             | 0               | 0               | CL                 | 0                  | 0                  | -           | -           | -           | 0      | 0      |
| 2022               | San Lorenzo        | PD                 | 18         | -12        | CA+CdL          | 1+0             | -1+0            | -                  | -                  | -                  | -           | -           | -           | 19     | -13    |
| 2023               | San Lorenzo        | PD                 | 22         | -9         | CA+CdL          | 5+14            | -1+-11          | CS                 | 10                 | -8                 | -           | -           | -           | 51     | -29    |
| Totale San Lorenzo | Totale San Lorenzo | Totale San Lorenzo | 40         | -21        |                 | 20              | -13             |                    | 10                 | -8                 |             | -           | -           | 70     | -42    |
| gen.-giu. 2024     | Granada            | PD                 | 17         | -28        | CR              | 0               | 0               | -                  | -                  | -                  | -           | -           | -           | 17     | -28    |
| 2024-2025          | Rayo Vallecano     | PD                 | 32         | -39        | CR              | 0               | 0               | -                  | -                  | -                  | -           | -           | -           | 32     | -39    |
| Totale carriera    | Totale carriera    | Totale carriera    | 212        | -220       |                 | 35              | -29             |                    | 25                 | -23                |             | 3           | -4          | 275    | -276   |

## Palmarès

### Club

#### Competizioni nazionali
- Coppa d'Argentina: 1

River Plate: 2015-2016

#### Competizioni internazionali
- Coppa Sudamericana: 1

River Plate: 2014
- Recopa Sudamericana: 2

River Plate: 2015, 2016
- Coppa Libertadores: 1

River Plate: 2015
- Coppa Suruga Bank: 1

River Plate: 2015

### Nazionale

#### Competizioni giovanili
- Campionato sudamericano Under-17: 1

Argentina 2013
- Campionato sudamericano Under-20: 1

Uruguay 2015